# Liga Femenina FPF 2023
La Liga Femenina FPF 2023, por razones de patrocinio Liga Femenina Apuesta Total 2023 comenzó a disputarse el 1 de abril de 2023 y finalizó el 2 de septiembre de 2023. Fue la tercera edición bajo el formato de liga nacional descentralizada, cuya organización, desarrollo y promoción fueron realizados por la Federación Peruana de Fútbol (FPF) y estuvo bajo el patrocinio de la casa de apuestas deportivas Apuesta Total.    
Desde el 12 de mayo de 2023, la Liga Femenina 2023, que fue transmitida parcialmente por Nativa TV, tiene como patrocinador principal a la empresa de apuestas deportivas Apuesta Total, por lo que el torneo se llamó comercialmente "Liga Femenina Apuesta Total". Este patrocinio durará hasta fines de 2024, de acuerdo al convenio entre la empresa y la FPF.    
El campeonato se jugó de forma descentralizada y tuvo cuatro etapas: la Fase Regular; los Playoffs por el campeonato y el descenso; las Semifinales; y la Final. Al finalizar el torneo, Universitario de Deportes se coronó campeónde la Liga por primera vez (décimo título de primera división) y clasificó a la Copa Libertadores Femenina 2023, que se disputó en Colombia.

## Sistema de competición
La Fase Regular se juega bajo el formato de todos contra todos en una sola ronda. Los seis primeros equipos clasificarán a los Play-offs por el Campeonato y los ocho restantes jugaron los Play-offs por el Descenso. Los equipos que ocupen el primer y segundo lugar obtendrán +2 y +1 punto de bonificación respectivamente para la fase de Play Off.  
En los Play-offs por el Campeonato, tras jugarse una ronda de todos contra todos, los cuatro mejores equipos clasificarán a la etapa de Semifinales, donde el primero de los Play-offs jugó contra el cuarto y el segundo de los Play-offs jugó contra el tercero. Luego, los ganadores de las Semifinales jugaron la Final. Tanto las Semifinales como la Final se jugaron de ida y vuelta.    
Por su parte, en los Play-offs por el Descenso, los equipos serán distribuidos en dos grupos de acuerdo a su posición en la Fase Regular. En el Grupo A jugaron el 7°, el 9°, el 11° y el 13° y en el Grupo B jugaron el 8°, el 10°, el 12° y el 14°. En cada grupo se jugó un cuadrangular de todos contra todos a una rueda y descenderán a la Liga de Ascenso Femenina 2024 el último del Grupo A y el último del Grupo B. 
El 16 de marzo de 2023 se sorteó el fixture de la Fase Regular y la primera jornada tuvo "como duelo más atractivo el cruce entre Sporting Cristal y Universitario de Deportes"; mientras que el 23 de marzo de 2023, la FPF anunció la programación de la fecha 1, siendo el partido inaugural de la temporada el Alianza Lima 8 Universidad San Martín de Porres 0, que se jugó el 1 de abril desde las 10 a. m. en el estadio Iván Elías Moreno de Villa El Salvador.

## Equipos participantes
El torneo contará con la participación de catorce equipos de siete regiones del Perú: seis son de Lima, tres de La Libertad, uno del Callao, uno de Ayacucho, uno de Arequipa, uno de Cajamarca y uno de Loreto. Para esta temporada, el número de equipos subió de trece a catorce participantes, debido al ascenso de tres equipos y al descenso de dos clubes. 
Los tres equipos debutantes son FBC Melgar de Arequipa, Sporting Victoria de Iquitos y Defensores del Ilucán de Cutervo, que lograron su ascenso en la Copa Perú Femenina 2022 y reemplazarán a los descendidos Universidad Técnica de Cajamarca y Sport Boys del Callao, que perdieron la categoría en la Liga Femenina FPF 2022.
En cuanto a los planteles de la Liga Femenina FPF 2023, "podrán contar con un máximo de 25 jugadoras mayores de 21 años. En el caso de las Sub 21 nacionales, no hay límite. Las que integren este último grupo, sumarán en la Bolsa de Minutos exigida: 1170 minutos en la fase regular. Eso sí, podrán sumar en la Bolsa un máximo de tres jugadoras por partido".
Finalmente, sobre el cupo de futbolistas extranjeras, "la FPF permitirá la inscripción de cuatro. Todas podrán jugar en simultáneo sin ningún tipo de restricción".

### Información de los equipos
| Equipo                | Ciudad   | Entrenador                                                                                        | Estadio                | Aforo  | Estadios alternativos | Proveedor    | Patrocinador principal | Otros patrocinadores |
| --------------------- | -------- | ------------------------------------------------------------------------------------------------- | ---------------------- | ------ | --------------------- | ------------ | ---------------------- | --- |
| Academia Cantolao     | Callao   | Germán Rodríguez                                                                                  | Andrés Bedoya Díaz     | 10 000 |                       | Loma's       | -                      | - |
| Alianza Lima          | Lima     | Jhon Alber Ortiz                                                                                  | Alejandro Villanueva   | 33 938 | Iván Elías Moreno     | Nike         | Xiaomi TV              | 9 patrocinadoresGatorade Apronax Sky Arica Saco Oliveros Cristal DFSK Glory Clínica Megasalud Marcadores 247                          |
| Atlético Trujillo     | Trujillo | Ronald Araujo                                                                                     | Mansiche               | 25 000 |                       | Trusports    | -                      | 6 patrocinadoresViniball AquAmiel Centro de Rehabilitación Deportiva Gina Tropiano Trujillo Pan Ambulancias Asistencia Vida Tomonorte |
| Ayacucho FC           | Ayacucho | Hugo Rodríguez                                                                                    | Ciudad de Cumaná       | 12 000 |                       | Adris        | -                      | 4 patrocinadoresPower Fitness Club Club Terra D&M Gloves UNSCH                                                                        |
| Carlos Mannucci       | Trujillo | Luis Cordero                                                                                      | Mansiche               | 25 000 |                       | New Athletic | UPAODoradoBet          | 7 patrocinadores Sporade Cinética HS Lab Aguafiel Clínica San Pablo Santorini Club Clínica Luz y Vida                                 |
| Club UCV              | Trujillo | Luis Montalván                                                                                    | Mansiche               | 25 000 |                       | Astro        | UCV                    | 4 patrocinadores Caja Trujillo Apuesta Total ProMant Sporade                                                                          |
| Defensores del Ilucán | Cutervo  | Álex Celis                                                                                        | Juan Maldonado Gamarra | 8000   |                       | Jave         | Jave                   | 8 patrocinadoresSarita Colonia P&F Lucía's Yakuari My Salud Yanbal San Camilo Panadería Camacho Body Fitness Cutervo                  |
| Deportivo Municipal   | Lima     | 3 entrenadores Víctor García (fechas 1-5) Luccina Aparicio (fecha 6) Vivían Ayres (desde fecha 7) | Iván Elías Moreno      | 13 000 |                       | Walon        | -                      | 6 patrocinadoresEdificaciones Inmobiliarias Sporade MovilBus Thera HelpMed VC                                                         |
| FBC Melgar            | Arequipa | Javier Uturunco                                                                                   | Monumental de la UNSA  | 60 370 |                       | Walon        | -                      | |
| FC Killas             | Lima     | Olienka Salinas                                                                                   | Videna                 | -      |                       | Golsti       | -                      | 5 patrocinadoresSep7em 2K MediFisioDep Noa Life Perú Informatic                                                                       |
| Sporting Cristal      | Lima     | Gabriela León                                                                                     | Alberto Gallardo       | 8000   | La Florida            | Adidas       | Wow                    | 3 patrocinadores DoradoBet MG Motor Gatorade Saba                                                                                     |
| Sporting Victoria     | Iquitos  | Víctor Ríos                                                                                       | Max Augustín           | 24 576 |                       | Hipona       | Wisar Salud            | 3 patrocinadores Colegio San Agustín de Iquitos La Loretanita                                                                         |
| Universitario         | Lima     | John Tierradentro                                                                                 | Monumental U           | 80 093 | Andrés Bedoya Díaz    | Marathon     | Marcadores 247         | 3 patrocinadores Sky Cristal Loa |
| Club USMP             | Lima     | Kely Figueredo                                                                                    | Iván Elías Moreno      | 13 000 |                       | New Life     | USMP                   | Aquapro |

### Jugadoras extranjeras
| Equipo                | Jugadora 1        | Jugadora 2        | Jugadora 3      | Jugadora 4       |
| --------------------- | ----------------- | ----------------- | --------------- | ---------------- |
| Academia Cantolao     | Wendismar Durán   | María Cazorla     | Anllely Fuentes |                  |
| Alianza Lima          | Neidy Romero      | Heidi Padilla     | Sandra Ibargüen |                  |
| Atlético Trujillo     | Carla Reimi       | Brianna Banks     | Ayanna Smith    | Luisana Pastrano |
| Ayacucho FC           | Sin extranjeras   | Sin extranjeras   | Sin extranjeras | Sin extranjeras  |
| Carlos Mannucci       | Yaritza Lárez     | Yelitza Toledo    |                 |                  |
| Club UCV              | Kimberly Tous     | Luisa Lara        |                 |                  |
| Defensores del Ilucán | Natascha Olivera  |                   |                 |                  |
| Deportivo Municipal   | Katherin Sierra   | Challenger Galvis | Yoymar Medina   | Daiana Chiclana  |
| FBC Melgar            | Gina Figueroa     | Johana Parada     |                 |                  |
| FC Killas             | Yefraini Pérez    | Alyssa Saccsara   | Yorgelis Yáñez  | Martina Pagura   |
| Sporting Cristal      | Yormary Álvarez   | Cris Aguilar      |                 |                  |
| Sporting Victoria     | Blanca Medina     | Maikel Moncada    | Mireya Cardozo  |                  |
| Universitario         | Stephanie Lacoste | Karent Balcázar   |                 |                  |
| Club USMP             | Sin extranjeras   | Sin extranjeras   | Sin extranjeras | Sin extranjeras  |

## Fase Regular
La Fase Regular se juega bajo el formato de todos contra todos en una sola ronda. 

### Clasificación
| Pos. | Club                  | Puntos | PJ | PG | PE | PP | GF | GC | DG  | Detalle                  | Detalle                  |
| ---- | --------------------- | ------ | -- | -- | -- | -- | -- | -- | --- | ------------------------ | ------------------------ |
| 1°   | Universitario         | 39     | 13 | 13 | 0  | 0  | 62 | 4  | +58 | Play-offs por Campeonato | Play-offs por Campeonato |
| 2°   | Alianza Lima          | 34     | 13 | 11 | 1  | 1  | 54 | 3  | +51 | Play-offs por Campeonato | Play-offs por Campeonato |
| 3°   | Carlos Mannucci       | 30     | 13 | 10 | 0  | 3  | 29 | 14 | +15 | Play-offs por Campeonato | Play-offs por Campeonato |
| 4°   | Sporting Cristal      | 24     | 13 | 7  | 3  | 3  | 27 | 12 | +15 | Play-offs por Campeonato | Play-offs por Campeonato |
| 5°   | Deportivo Municipal   | 22     | 13 | 7  | 1  | 5  | 23 | 24 | -1  | Play-offs por Campeonato | Play-offs por Campeonato |
| 6°   | Academia Cantolao     | 21     | 13 | 6  | 3  | 4  | 16 | 11 | +5  | Play-offs por Campeonato | Play-offs por Campeonato |
| 7°   | Defensores del Ilucán | 20     | 13 | 6  | 2  | 5  | 19 | 24 | -5  | Play-offs por Descenso   | Grupo A                  |
| 8°   | FBC Melgar            | 17     | 13 | 5  | 2  | 6  | 19 | 37 | -18 | Play-offs por Descenso   | Grupo B                  |
| 9°   | Sporting Victoria     | 13     | 13 | 4  | 1  | 8  | 18 | 20 | -2  | Play-offs por Descenso   | Grupo A                  |
| 10°  | Ayacucho FC           | 13     | 13 | 3  | 4  | 6  | 17 | 31 | -14 | Play-offs por Descenso   | Grupo B                  |
| 11°  | Atlético Trujillo     | 12     | 13 | 4  | 0  | 9  | 20 | 45 | -25 | Play-offs por Descenso   | Grupo A                  |
| 12°  | FC Killas             | 9      | 13 | 2  | 3  | 8  | 14 | 28 | -14 | Play-offs por Descenso   | Grupo B                  |
| 13°  | Club UCV              | 6      | 13 | 1  | 3  | 9  | 11 | 30 | -19 | Play-offs por Descenso   | Grupo A                  |
| 14°  | Club USMP             | 1      | 13 | 0  | 1  | 12 | 5  | 51 | -46 | Play-offs por Descenso   | Grupo B                  |

### Evolución de las posiciones
| Pos. | Equipo                | F1  | F2  | F3  | F4  | F5  | F6  | F7  | F8  | F9  | F10 | F11 | F12 | F13 |
| ---- | --------------------- | --- | --- | --- | --- | --- | --- | --- | --- | --- | --- | --- | --- | --- |
| 1°   | Universitario         | 7°  | 2°  | 2°  | 2°  | 2°  | 2°  | 2°  | 1°  | 1°  | 1°  | 1°  | 1°  | 1°  |
| 2°   | Alianza Lima          | 1°  | 1°  | 1°  | 1°  | 1°  | 1°  | 1°  | 2°  | 2°  | 2°  | 2°  | 2°  | 2°  |
| 3°   | Carlos Mannucci       | 4°  | 4°  | 3°  | 4°  | 3°  | 4°  | 3°  | 3°  | 3°  | 3°  | 3°  | 3°  | 3°  |
| 4°   | Sporting Cristal      | 11° | 12° | 9°  | 7°  | 4°  | 3°  | 5°  | 4°  | 4°  | 4°  | 4°  | 4°  | 4°  |
| 5°   | Deportivo Municipal   | 2°  | 6°  | 4°  | 6°  | 6°  | 8°  | 6°  | 5°  | 5°  | 5°  | 5°  | 5°  | 5°  |
| 6°   | Academia Cantolao     | 6°  | 5°  | 7°  | 3°  | 5°  | 7°  | 9°  | 8°  | 7°  | 6°  | 6°  | 6°  | 6°  |
| 7°   | Defensores del Ilucán | 13° | 14° | 14° | 14° | 14° | 13° | 13° | 10° | 10° | 8°  | 7°  | 7°  | 7°  |
| 8°   | FBC Melgar            | 5°  | 3°  | 6°  | 5°  | 7°  | 5°  | 7°  | 9°  | 9°  | 10° | 8°  | 8°  | 8°  |
| 9°   | Sporting Victoria     | 8°  | 11° | 13° | 11° | 8°  | 6°  | 4°  | 6°  | 6°  | 7°  | 9°  | 9°  | 9°  |
| 10°  | Ayacucho FC           | 12° | 8°  | 8°  | 9°  | 11° | 10° | 11° | 12° | 12° | 12° | 12° | 11° | 10° |
| 11°  | Atlético Trujillo     | 3°  | 7°  | 5°  | 8°  | 9°  | 11° | 8°  | 7°  | 8°  | 9°  | 10° | 10° | 11° |
| 12°  | FC Killas             | 10° | 13° | 10° | 12° | 10° | 9°  | 10° | 11° | 11° | 11° | 11° | 12° | 12° |
| 13°  | Club UCV              | 9°  | 9°  | 11° | 10° | 12° | 12° | 12° | 13° | 13° | 13° | 13° | 13° | 13° |
| 14°  | Club USMP             | 14° | 10° | 12° | 13° | 13° | 14° | 14° | 14° | 14° | 14° | 14° | 14° | 14° |

### Resultados
- Partidos que no fueron televisados.

| Fecha 1 | Fecha 1    | Fecha 1 | Fecha 1           | Fecha 1            | Fecha 1           | Fecha 1             | Fecha 1 | Fecha 1               | Fecha 1                                                                                       |
| N.°     | Fecha      | Hora    | Sede              | Estadio            | Árbitros          | Local               | Res.    | Visitante             | Goleadoras                                                                                    |
| ------- | ---------- | ------- | ----------------- | ------------------ | ----------------- | ------------------- | ------- | --------------------- | --------------------------------------------------------------------------------------------- |
| 1       | 1 de abril | 10:00   | Villa El Salvador | Iván Elías Moreno  | Walter Guadalupe  | Alianza Lima        | 8-0     | Club USMP             | Yomira Tacilla (2), Tífani Molina (2), Heidy Padilla, Gladys Dorador (2) y Neidy Romero (ALI) |
| 2       | 1 de abril | 13:00   | Villa El Salvador | Iván Elías Moreno  | Melany Bermejo    | Deportivo Municipal | 3-0     | Defensores del Ilucán | Yoymar Medina (2) y Daiana Chiclana (MUN)                                                     |
| 3       | 2 de abril | 10:45   | Rímac             | Alberto Gallardo   | Elizabeth Tintaya | Sporting Cristal    | 0-1     | Universitario         | Stephanie Lacoste (UNI)                                                                       |
| 4       | 2 de abril | 13:00   | Guadalupe         | Carlos A. Olivares | José García       | Atlético Trujillo   | 4-2     | Ayacucho FC           | Brianna Banks (2) y Karla Reimi (2) (ATR) / Rayda Ricra (2) (AYA)                             |
| 5       | 2 de abril | 15:00   | Iquitos           | Max Augustin       | Jhempool Jarama   | Sporting Victoria   | 1-2     | Carlos Mannucci       | Blanca Medina (SVI) / Yaritza Lárez y Rubí Acosta (MAN)                                       |
| 6       | 3 de abril | 10:00   | Ate               | Andrés Bedoya Díaz | Gaby Oncoy        | FC Killas           | 0-1     | Academia Cantolao     | Bárbara Mori (CAN)                                                                            |
| 7       | 3 de abril | 15:00   | Trujillo          | Villa Poeta        | José Gonzales     | Club UCV            | 1-2     | FBC Melgar            | Margarita Vásquez (UCV) / Sofía Aguayo y Johana Parada (MEL)                                  |

| Fecha 2 | Fecha 2     | Fecha 2 | Fecha 2      | Fecha 2                | Fecha 2            | Fecha 2               | Fecha 2 | Fecha 2             | Fecha 2                                                                               |
| N.° | Fecha       | Hora    | Sede         | Estadio                | Árbitros           | Local                 | Res.    | Visitante           | Goleadoras                                                                            |
| --- | ----------- | ------- | ------------ | ---------------------- | ------------------ | --------------------- | ------- | ------------------- | ------------------------------------------------------------------------------------- |
| 8 | 14 de abril | 10:00   | San Luis     | Videna                 | Milagros Arruela   | Academia Cantolao     | 2-1     | Sporting Victoria   | Leysi Lira (2) (CAN) / Zulianita Vela (SVI)                                           |
| 9 | 14 de abril | 13:00   | San Luis     | Videna                 | Priscilla Vásquez  | Club USMP             | 1-1     | Club UCV            | Jessica Pinedo (USM) / Alessandra Chunga (UCV)                                        |
| 10 | 15 de abril | 15:30   | Arequipa     | UNSA                   | Fabrizio Valcárcel | FBC Melgar            | 5-3     | Atlético Trujillo   | Johana Parada (4) y Maribel Ugarte (MEL) / Brianna Banks (2) y Luisana Pastrano (ATR) |
| 11 | 16 de abril | 10:45   | Ate          | Monumental             | Melany Bermejo     | Universitario         | 3-0     | FC Killas           | Scarleth Flores y Sabrina Ramírez (2) (UNI)                                           |
| 12 | 16 de abril | 16:00   | Trujillo     | Mansiche               | Javier Casanova    | Carlos Mannucci       | 2-1     | Deportivo Municipal | Rubí Acosta y Yaritza Lárez (MAN) / Yoymar Medina (MUN)                               |
| 27 | 28 de abril | 10:00   | Cutervo (*)  | Juan Maldonado Gamarra | Walter Zambora     | Defensores del Ilucán | 0-3     | Alianza Lima        | Adriana Lúcar, Gladys Dorador y Sandra Ibargüen (ALI)                                 |
| 35 | 4 de mayo   | 12:00   | Ayacucho (*) | El Libertador          | Pío Falcón         | Ayacucho FC           | 1-0     | Sporting Cristal    | Saraí Sánchez                                                                         |
| (*) Debido a problemas climatológicos, la FPF postergó los duelos Defensores-Alianza y Ayacucho-Cristal, que estaban programados para el 15 de abril. |             |         |              |                        |                    |                       |         |                     |                                                                                       |

| Fecha 3 | Fecha 3     | Fecha 3 | Fecha 3           | Fecha 3                | Fecha 3           | Fecha 3               | Fecha 3 | Fecha 3           | Fecha 3                                                                                                 |
| N.°     | Fecha       | Hora    | Sede              | Estadio                | Árbitros          | Local                 | Res.    | Visitante         | Goleadoras                                                                                              |
| ------- | ----------- | ------- | ----------------- | ---------------------- | ----------------- | --------------------- | ------- | ----------------- | --- |
| 13      | 19 de abril | 10:00   | Villa El Salvador | Iván Elías Moreno      | Renzo Arias       | Alianza Lima          | 5-1     | Club UCV          | Gladys Dorador, Sandra Ibargüen, Heidy Padilla, Birka Ruiz y Anaís Vilca (ALI) / Alison Reyes (a) (UCV) |
| 14      | 19 de abril | 13:00   | Ate               | Andrés Bedoya Díaz     | Milagros Arruela  | FC Killas             | 2-2     | Ayacucho FC       | Diana García y Gabriela García (KIL) / Doris Román y Nahis Espinoza (AYA)                               |
| 15      | 19 de abril | 15:30   | Cutervo           | Juan Maldonado Gamarra | Carlos Durán      | Defensores del Ilucán | 0-2     | Carlos Mannucci   | Odalys Rivas y Rubí Acosta (MAN)                                                                        |
| 16      | 19 de abril | 16:00   | Villa El Salvador | Iván Elías Moreno      | Priscilla Vásquez | Deportivo Municipal   | 2-0     | Academia Cantolao | Daiana Chiclana (2) (MUN)                                                                               |
| 17      | 19 de abril | 20:00   | Iquitos           | Max Augustin           | Ronald Gonzales   | Sporting Victoria     | 1-2     | Universitario     | Zulianita Vela (SVI) / Sabrina Ramírez y Scarleth Flores (UNI)                                          |
| 18      | 20 de abril | 15:00   | Rímac             | La Florida             | Gaby Oncoy        | Sporting Cristal      | 2-0     | FBC Melgar        | Alondra Vílchez y Even Pizango (SCR)                                                                    |
| 19      | 20 de abril | 15:30   | Florencia de Mora | Club El Pueblo         | Raúl Quispe       | Atlético Trujillo     | 3-1     | Club USMP         | Jennifer Ríos, Abigail Espinoza y Patty Delgado (ATR) / Ayanna Smith (a) (USM)                          |

| Fecha 4 | Fecha 4     | Fecha 4 | Fecha 4     | Fecha 4              | Fecha 4          | Fecha 4           | Fecha 4 | Fecha 4               | Fecha 4                                                                            |
| N.°     | Fecha       | Hora    | Sede        | Estadio              | Árbitros         | Local             | Res.    | Visitante             | Goleadoras                                                                         |
| ------- | ----------- | ------- | ----------- | -------------------- | ---------------- | ----------------- | ------- | --------------------- | ---------------------------------------------------------------------------------- |
| 20      | 22 de abril | 12:00   | Ayacucho    | El Libertador        | Pío Falcón       | Ayacucho FC       | 1-3     | Sporting Victoria     | Jasmín Ochoa (AYA) / Zulianita Vela, Blanca Medina y Mireya Cardozo (SVI)          |
| 21      | 24 de abril | 10:00   | Trujillo    | Villa Poeta          | Edson Timias     | Club UCV          | 3-2     | Atlético Trujillo     | María Sare (2) y Margarita Vásquez (UCV) / Abigail Espinoza y María Sare (a) (ATR) |
| 22      | 24 de abril | 10:30   | Cayma       | La Tomilla           | Luis del Sante   | FBC Melgar        | 1-1     | FC Killas             | Alba Soto (MEL) / Xiomara Escudero (KIL)                                           |
| 23      | 24 de abril | 15:30   | Santa Anita | Villa Deportiva USMP | Melany Bermejo   | Club USMP         | 0-2     | Sporting Cristal      | Julia Mamani y Allison Buitrón (SCR)                                               |
| 24      | 25 de abril | 10:00   | Ate         | Andrés Bedoya Díaz   | Rudy Méndez      | Academia Cantolao | 2-0     | Defensores del Ilucán | María Cazorla (2) (CAN)                                                            |
| 25      | 25 de abril | 13:00   | Ate         | Andrés Bedoya Díaz   | Milagros Arruela | Universitario     | 3-1     | Deportivo Municipal   | Karent Balcázar, Nahomi Martínez y Scarleth Flores (UNI) / Rosa Ross (MUN)         |
| 26      | 25 de abril | 15:30   | Trujillo    | Mansiche             | José Gonzales    | Carlos Mannucci   | 0-3     | Alianza Lima          | Heidy Padilla, Yomira Tacilla y Gianella Romero (ALI)                              |

| Fecha 5 | Fecha 5     | Fecha 5 | Fecha 5           | Fecha 5                | Fecha 5           | Fecha 5               | Fecha 5 | Fecha 5           | Fecha 5                                                                                                |
| N.°     | Fecha       | Hora    | Sede              | Estadio                | Árbitros          | Local                 | Res.    | Visitante         | Goleadoras                                                                                             |
| ------- | ----------- | ------- | ----------------- | ---------------------- | ----------------- | --------------------- | ------- | ----------------- | --- |
| 28      | 29 de abril | 10:30   | Rímac             | La Florida             | Priscilla Vásquez | Sporting Cristal      | 4-0     | Club UCV          | Alondra Vílchez (2) y María López (2) (SCR)                                                            |
| 29      | 29 de abril | 20:00   | Iquitos           | Max Augustin           | Lesly Pinche      | Sporting Victoria     | 4-2     | FBC Melgar        | Mireya Cardozo, Zulianita Vela (2) y Maikel Moncada (SVI) / Camila Perochena y Alba Soto (MEL)         |
| 30      | 30 de abril | 9:30    | Villa El Salvador | Iván Elías Moreno      | Melany Bermejo    | Deportivo Municipal   | 2-2     | Ayacucho FC       | Yoymar Medina (2) (MUN) / Rayda Ricra y Saraí Sánchez (AYA)                                            |
| 31      | 30 de abril | 15:00   | Trujillo          | Mansiche               | Javier Casanova   | Carlos Mannucci       | 2-0     | Academia Cantolao | Azucena Daga y Mishell Rodríguez (MAN)                                                                 |
| 32      | 1 de mayo   | 10:30   | Ate               | Andrés Bedoya Díaz     | Elizabeth Tintaya | FC Killas             | 4-0     | Club USMP         | Saraí Salazar, Noelia Lumbre y Gianella Rojas (2) (KIL)                                                |
| 33      | 1 de mayo   | 13:00   | Villa El Salvador | Iván Elías Moreno      | Víctor Cori       | Alianza Lima          | 6-0     | Atlético Trujillo | Adriana Lúcar (2), Anaís Vilca, Yoselin Miranda, Gianella Romero y Elsa Tapullima (ALI)                |
| 34      | 1 de mayo   | 15:30   | Cutervo           | Juan Maldonado Gamarra | Julio Zevallos    | Defensores del Ilucán | 0-7     | Universitario     | Nahomi Martínez, Stephanie Lacoste (2), Sabrina Ramírez, Xioczana Canales (2) y Alessia Sanllehi (UNI) |

| Fecha 6 | Fecha 6   | Fecha 6 | Fecha 6   | Fecha 6            | Fecha 6           | Fecha 6           | Fecha 6 | Fecha 6               | Fecha 6                                                                                                 |
| N.°     | Fecha     | Hora    | Sede      | Estadio            | Árbitros          | Local             | Res.    | Visitante             | Goleadoras                                                                                              |
| ------- | --------- | ------- | --------- | ------------------ | ----------------- | ----------------- | ------- | --------------------- | --- |
| 36      | 5 de mayo | 10:30   | Ate       | Andrés Bedoya Díaz | Carlos Miranda    | Academia Cantolao | 0-3     | Alianza Lima          | Heidy Padilla y Adriana Lúcar (2) (ALI)                                                                 |
| 37      | 6 de mayo | 10:30   | Trujillo  | Villa Poeta        | Luis Velásquez    | Club UCV          | 1-1     | FC Killas             | Luisa Lara (UCV) / Kimberly Tous (a) (KIL)                                                              |
| 38      | 6 de mayo | 10:30   | San Luis  | Videna             | Ruth Mesahuanca   | Club USMP         | 1-5     | Sporting Victoria     | Eunice Romero (USM) / Zulianita Vela y Renata Rodríguez (4) (SVI)                                       |
| 39      | 7 de mayo | 9:30    | Ayacucho  | El Libertador      | Eric Cconislla    | Ayacucho FC       | 3-3     | Defensores del Ilucán | Yaneth Huayhua, Doris Román y Luz Mendoza (AYA) / Leidybi Llanos, Nadia Yopla y Gabriela Gonzales (DEF) |
| 40      | 7 de mayo | 10:30   | Huanchaco | Municipal          | Javier Casanova   | Atlético Trujillo | 0-2     | Sporting Cristal      | Alondra Vílchez y Alison Buitrón (SCR)                                                                  |
| 41      | 7 de mayo | 13:00   | Ate       | Monumental         | Elizabeth Tintaya | Universitario     | 3-1     | Carlos Mannucci       | Stephanie Lacoste y Luz Campoverde (2) (UNI) / Stephanie Lacoste (a) (MAN)                              |
| 42      | 7 de mayo | 15:30   | Cayma     | La Tomilla         | Johan Gutiérrez   | FBC Melgar        | 3-1     | Deportivo Municipal   | Alba Soto, Erika Laucata y Johana Parada (MEL) / Beatriz Franco (MUN)                                   |

| Fecha 7 | Fecha 7    | Fecha 7 | Fecha 7           | Fecha 7                | Fecha 7           | Fecha 7               | Fecha 7 | Fecha 7           | Fecha 7 |
| N.°     | Fecha      | Hora    | Sede              | Estadio                | Árbitros          | Local                 | Res.    | Visitante         | Goleadoras |
| ------- | ---------- | ------- | ----------------- | ---------------------- | ----------------- | --------------------- | ------- | ----------------- | --- |
| 43      | 13 de mayo | 10:30   | Villa El Salvador | Iván Elías Moreno      | Elizabeth Tintaya | Deportivo Municipal   | 4-0     | Club USMP         | Steffani Otiniano, Beatriz Franco, Marisella Joya y Yoymar Medina (MUN)                                        |
| 44      | 13 de mayo | 13:00   | Trujillo          | Mansiche               | Edson Timias      | Carlos Mannucci       | 6-1     | Ayacucho FC       | Angie Tomateo (2), Rubí Acosta, Mishell Rodríguez, Arantza Colmenares y Melany Salis (MAN) / Doris Román (AYA) |
| 45      | 13 de mayo | 15:30   | Villa El Salvador | Iván Elías Moreno      | Robin Segura      | Alianza Lima          | 3-0     | Sporting Cristal  | Gladys Dorador (2) y Yomira Tacilla (ALI)                                                                      |
| 46      | 13 de mayo | 15:30   | Cutervo           | Juan Maldonado Gamarra | Carlos Durán      | Defensores del Ilucán | 4-0     | FBC Melgar        | Gabriela Gonzales, Marisol Martínez, Rosmery Marrufo y Greysi Pérez (DEF)                                      |
| 47      | 13 de mayo | 20:00   | Iquitos           | Max Augustin           | Jhempool Jarama   | Sporting Victoria     | 1-0     | Club UCV          | Linda Espinoza (SVI)                                                                                           |
| 48      | 14 de mayo | 10:00   | Ate               | Andrés Bedoya Díaz     | Melany Bermejo    | Academia Cantolao     | 0-2     | Universitario     | Kimbherly Flores y Scarleth Flores (UNI)                                                                       |
| 49      | 14 de mayo | 18:00   | Ate               | Andrés Bedoya Díaz     | Heydi Mendoza     | FC Killas             | 1-3     | Atlético Trujillo | Isabel Barriga (KIL) / Ayanna Smith y Luisana Pastrano (2) (ATR)                                               |

| Fecha 8 | Fecha 8    | Fecha 8 | Fecha 8    | Fecha 8       | Fecha 8             | Fecha 8           | Fecha 8 | Fecha 8               | Fecha 8                                                         |
| N.°     | Fecha      | Hora    | Sede       | Estadio       | Árbitros            | Local             | Res.    | Visitante             | Goleadoras                                                      |
| ------- | ---------- | ------- | ---------- | ------------- | ------------------- | ----------------- | ------- | --------------------- | --------------------------------------------------------------- |
| 50      | 19 de mayo | 10:30   | Rímac      | La Florida    | Milagros Arruela    | Sporting Cristal  | 4-1     | FC Killas             | Alondra Vílchez (3) y Julia Mamani (SCR) / Isabel Barriga (KIL) |
| 51      | 20 de mayo | 9:30    | Ayacucho   | El Libertador | Edgar Chilingano    | Ayacucho FC       | 0-2     | Academia Cantolao     | Bárbara Mori (2) CAN)                                           |
| 52      | 20 de mayo | 10:30   | Cayma      | La Tomilla    | Giancarlos Alvarado | FBC Melgar        | 1-2     | Carlos Mannucci       | Sofía Aguayo (MEL) / Azucena Daga (2) (MAN)                     |
| 53      | 20 de mayo | 10:30   | Trujillo   | Villa Poeta   | Luis Velásquez      | Club UCV          | 1-2     | Deportivo Municipal   | Luisa Lara (UCV) / Steffani Otiniano y Alhisson Sotelo (MUN)    |
| 54      | 20 de mayo | 13:00   | Chorrillos | Carfip        | Martha Guzmán       | Club USMP         | 0-4     | Defensores del Ilucán | Gabriela Gonzales (2) y Rosmery Marrufo (2) (DEF)               |
| 55      | 21 de mayo | 10:30   | Huanchaco  | Municipal     | Raúl Quispe         | Atlético Trujillo | 2-0     | Sporting Victoria     | Brianna Banks y Luisana Pastrana (ATR)                          |
| 56      | 21 de mayo | 15:30   | Ate        | Monumental    | David Huamán        | Universitario     | 1-0     | Alianza Lima          | Xioczana Canales (UNI)                                          |

| Fecha 9 | Fecha 9    | Fecha 9 | Fecha 9           | Fecha 9                | Fecha 9          | Fecha 9               | Fecha 9 | Fecha 9           | Fecha 9 |
| N.°     | Fecha      | Hora    | Sede              | Estadio                | Árbitros         | Local                 | Res.    | Visitante         | Goleadoras |
| ------- | ---------- | ------- | ----------------- | ---------------------- | ---------------- | --------------------- | ------- | ----------------- | --- |
| 57      | 26 de mayo | 12:15   | San Luis          | Videna                 | Gaby Oncoy       | Academia Cantolao     | 0-0     | FBC Melgar        | Sin goleadoras |
| 58      | 27 de mayo | 10:30   | Villa El Salvador | Iván Elías Moreno      | Erick Pulache    | Alianza Lima          | 9-1     | FC Killas         | Yomira Tacilla (4), Adriana Lúcar (4) y Birka Ruiz (ALI) / Kely Peralta (KIL)                                                |
| 59      | 27 de mayo | 13:00   | Florencia de Mora | Club El Pueblo         | Javier Casanova  | Carlos Mannucci       | 2-0     | Club USMP         | Azucena Daga y Selene Herrera (MAN)                                                                                          |
| 60      | 27 de mayo | 15:30   | Villa El Salvador | Iván Elías Moreno      | Melany Bermejo   | Deportivo Municipal   | 2-1     | Atlético Trujillo | Rosa Ross y Daiana Chiclana (MUN) / Irina Cruz (ATR)                                                                         |
| 61      | 27 de mayo | 15:30   | Cutervo           | Juan Maldonado Gamarra | Wilder Ramos     | Defensores del Ilucán | 2-1     | Club UCV          | Leidybi Llanos y Mariana Casimiro (DEF) / Margarita Vásquez (UCV)                                                            |
| 62      | 27 de mayo | 20:00   | Iquitos           | Max Augustin           | José Arévalo     | Sporting Victoria     | 2-2     | Sporting Cristal  | Blanca Medina y Verónica Villacorta (SVI) / Alondra Vílchez (2) (SCR)                                                        |
| 63      | 28 de mayo | 10:30   | Ate               | Andrés Bedoya Díaz     | Milagros Arruela | Universitario         | 7-0     | Ayacucho FC       | Nahomi Martínez, Scarleth Flores, Esthefany Espino, Luz Campoverde, Xioczana Canales, Sabrina Ramírez y María Valentín (UNI) |

| Fecha 10 | Fecha 10   | Fecha 10 | Fecha 10   | Fecha 10           | Fecha 10          | Fecha 10          | Fecha 10 | Fecha 10              | Fecha 10 |
| N.°      | Fecha      | Hora     | Sede       | Estadio            | Árbitros          | Local             | Res.     | Visitante             | Goleadoras |
| -------- | ---------- | -------- | ---------- | ------------------ | ----------------- | ----------------- | -------- | --------------------- | --- |
| 64       | 2 de junio | 15:30    | Trujillo   | Villa Poeta        | Luis Velásquez    | Club UCV          | 1-2      | Carlos Mannucci       | María Sare (UCV) / Mishell Rodríguez (2) (MAN)                                                                                                   |
| 65       | 2 de junio | 18:00    | Ate        | Andrés Bedoya Díaz | Gaby Oncoy        | FC Killas         | 2-0      | Sporting Victoria     | Alyssa Saccsara y Diana García (KIL) |
| 66       | 3 de junio | 10:15    | Arequipa   | UNSA               | Paul Ramos        | FBC Melgar        | 0-8      | Universitario         | Geraldine Cisneros, Karent Balcázar, Nahomi Martínez, Stephanie Lacoste, Xioczana Canales y Wendy Rivera, Luz Campoverde y Jhosely Gamarra (UNI) |
| 67       | 3 de junio | 10:30    | Chorrillos | Carfip             | Ruth Mesahuanca   | Club USMP         | 1-4      | Academia Cantolao     | Enica Fasabi (USM) / Allison Catalán (2), Leysi Lira y Anllely Fuentes (CAN)                                                                     |
| 68       | 3 de junio | 12:30    | Ayacucho   | El Libertador      | Pío Falcón        | Ayacucho FC       | 0-0      | Alianza Lima          | Sin goleadoras |
| 69       | 4 de junio | 10:30    | Rímac      | La Florida         | Priscilla Vásquez | Sporting Cristal  | 7-1      | Deportivo Municipal   | Challenger Galvis (a), María López, Even Pizango, Fabiola Amaro (a), Melicia Aguilar, Karen López y Esther Díaz (SCR) / Brisa Ramírez (MUN)      |
| 70       | 4 de junio | 10:30    | Huanchaco  | Municipal          | Raúl Quispe       | Atlético Trujillo | 1-2      | Defensores del Ilucán | Brianna Banks (ATR) / Gabriela Gonzales y Eugenia Delgado (DEF)                                                                                  |

| Fecha 11 | Fecha 11    | Fecha 11 | Fecha 11          | Fecha 11               | Fecha 11         | Fecha 11              | Fecha 11 | Fecha 11          | Fecha 11 |
| N.°      | Fecha       | Hora     | Sede              | Estadio                | Árbitros         | Local                 | Res.     | Visitante         | Goleadoras |
| -------- | ----------- | -------- | ----------------- | ---------------------- | ---------------- | --------------------- | -------- | ----------------- | --- |
| 71       | 9 de junio  | 15:30    | Ate               | Monumental             | Martha Guzmán    | Universitario         | 10-0     | Club USMP         | Luz Campoverde (3), Xioczana Canales, Cindy Novoa (2), Stephanie Lacoste, Geraldine Cisneros, Nahomi Martínez y Jhosely Gamarra (UNI) |
| 72       | 10 de junio | 10:30    | San Luis          | Videna                 | Milagros Arruela | Deportivo Municipal   | 2-1      | FC Killas         | Rocío Fernández y Steffani Otiniano (MUN) / Alyssa Saccsara (KIL)                                                                     |
| 73       | 10 de junio | 15:30    | Cutervo           | Juan Maldonado Gamarra | Ceifer Cachay    | Defensores del Ilucán | 2-2      | Sporting Cristal  | Birna Silva y Leidybi Llanos (DEF) / Alondra Vílchez y María Espejo (SCR)                                                             |
| 74       | 10 de junio | 18:00    | Iquitos           | Max Augustin           | Jhempool Jarama  | Sporting Victoria     | 0-1      | Alianza Lima      | Sandra Arévalo (ALI) |
| 75       | 11 de junio | 12:00    | Ayacucho          | El Libertador          | Eric Cconislla   | Ayacucho FC           | 1-2      | FBC Melgar        | Doris Román (AYA) / Katleen Rivera y Maricielo Mamani (MEL)                                                                           |
| 76       | 11 de junio | 15:00    | Lima              | Andrés Bedoya Díaz     | Heydi Mendoza    | Academia Cantolao     | 0-0      | Club UCV          | Sin goleadoras |
| 77       | 12 de junio | 13:00    | Florencia de Mora | Club El Pueblo         | Javier Casanova  | Carlos Mannucci       | 6-1      | Atlético Trujillo | Rubí Acosta (2), Selene Herrera, Solange Liñán (2) y Arantza Colmenares (MAN) / Patty Delgado (ATR)                                   |

| Fecha 12 | Fecha 12    | Fecha 12 | Fecha 12          | Fecha 12          | Fecha 12          | Fecha 12          | Fecha 12 | Fecha 12              | Fecha 12 |
| N.°      | Fecha       | Hora     | Sede              | Estadio           | Árbitros          | Local             | Res.     | Visitante             | Goleadoras |
| -------- | ----------- | -------- | ----------------- | ----------------- | ----------------- | ----------------- | -------- | --------------------- | --- |
| 78       | 17 de junio | 10:30    | Huanchaco         | Municipal         | José García       | Atlético Trujillo | 0-5      | Academia Cantolao     | Estrella Varillas, María Cazorla, Anlleli Fuentes, Bárbara Mori y Leysi Lira (CAN)                                     |
| 79       | 17 de junio | 13:00    | Villa El Salvador | Iván Elías Moreno | Martha Guzmán     | Alianza Lima      | 9-0      | FBC Melgar            | Sandra Ibargüen (3), Gladys Dorador (2), Rosa Castro, Yomira Tacilla, Allison Reyes y Anais Vilca (ALI)                |
| 80       | 17 de junio | 13:00    | Chorrillos        | Carfip            | Priscilla Vásquez | Club USMP         | 0-1      | Ayacucho FC           | Rayda Ricra (AYA) |
| 81       | 17 de junio | 15:00    | Iquitos           | Max Augustin      | Ítalo Gonzales    | Sporting Victoria | 0-2      | Deportivo Municipal   | Yoymar Medina y Mayra Agapito (MUN)                                                                                    |
| 82       | 17 de junio | 15:30    | Rímac             | La Florida        | Elizabeth Tintaya | Sporting Cristal  | 2-1      | Carlos Mannucci       | Alondra Vílchez y Julia Mamani (SCR) / Olenka Gutiérrez (MAN)                                                          |
| 83       | 18 de junio | 15:00    | Trujillo          | Mansiche          | Juan Farfán       | Club UCV          | 1-5      | Universitario         | Luz Campoverde, Sabrina Ramírez, Stephanie Lacoste, Fabiola Herrera y Scartleth Flores (UNI) / Margarita Vásquez (UCV) |
| 84       | 18 de junio | 17:45    | San Luis          | Videna            | Melany Bermejo    | FC Killas         | 0-1      | Defensores del Ilucán | Nadia Yopla (DEF) |

| Fecha 13 | Fecha 13    | Fecha 13 | Fecha 13          | Fecha 13               | Fecha 13            | Fecha 13              | Fecha 13 | Fecha 13          | Fecha 13 |
| N.°      | Fecha       | Hora     | Sede              | Estadio                | Árbitros            | Local                 | Res.     | Visitante         | Goleadoras |
| -------- | ----------- | -------- | ----------------- | ---------------------- | ------------------- | --------------------- | -------- | ----------------- | --- |
| 85       | 24 de junio | 10:00    | Ayacucho          | El Libertador          | Edgar Chilingano    | Ayacucho FC           | 3-0      | Club UCV          | Rayda Ricra, Yaneth Huayhua e Isabel Gutiérrez (AYA)                                                                |
| 86       | 24 de junio | 13:00    | Villa El Salvador | Iván Elías Moreno      | Elizabeth Tintaya   | Deportivo Municipal   | 0-4      | Alianza Lima      | Adriana Lúcar (2), Gladys Dorador y Sandra Arévalo (ALI)                                                            |
| 87       | 24 de junio | 14:30    | Cayma             | La Tomilla             | Giancarlos Alvarado | FBC Melgar            | 3-1      | Club USMP         | Camila Perochena, Fiorella Machaca y Marifé Ramos (MEL) / María Palacios (USM)                                      |
| 88       | 25 de junio | 10:30    | San Luis          | Videna                 | Priscilla Vásquez   | Universitario         | 10-0     | Atlético Trujillo | Luz Campoverde (3), Nahomi Martínez (3), Milena Tomayconsa, Cindy Novoa, Geraldine Cisneros y Valerie Gherson (UNI) |
| 89       | 25 de junio | 11:00    | Cutervo           | Juan Maldonado Gamarra | Javier Casanova     | Defensores del Ilucán | 1-0      | Sporting Victoria | Birna Silva (DEF)                                                                                                   |
| 90       | 25 de junio | 11:00    | San Luis          | Videna                 | Gaby Oncoy          | Academia Cantolao     | 0-0      | Sporting Cristal  | Sin goleadoras |
| 91       | 25 de junio | 15:30    | Florencia de Mora | Club El Pueblo         | Raúl Quispe         | Carlos Mannucci       | 1-0      | FC Killas         | |

## Play-offs

### Play-offs por el campeonato
Se jugó a una sola rueda de todos contra todos y los cuatro primeros clasificarán a las semifinales por el título.      
| Pos. | Equipo              | Puntos | PJ | PG | PE | PP | GF | GC | DG  | Detalle                    |
| ---- | ------------------- | ------ | -- | -- | -- | -- | -- | -- | --- | -------------------------- |
| 1°   | Universitario       | 14     | 5  | 4  | 0  | 1  | 13 | 4  | +9  | Clasificados a semifinales |
| 2°   | Alianza Lima        | 13     | 5  | 4  | 0  | 1  | 17 | 5  | +12 | Clasificados a semifinales |
| 3°   | Carlos Mannucci     | 10     | 5  | 3  | 1  | 1  | 5  | 1  | +4  | Clasificados a semifinales |
| 4°   | Sporting Cristal    | 6      | 5  | 2  | 0  | 3  | 7  | 6  | +1  | Clasificados a semifinales |
| 5°   | Deportivo Municipal | 4      | 5  | 1  | 1  | 3  | 4  | 13 | -9  | Eliminados                 |
| 6°   | Academia Cantolao   | 0      | 5  | 0  | 0  | 5  | 1  | 18 | -17 | Eliminados                 |

| 01 julio | 10:30 | La Florida        | Sporting Cristal | 3-0 | Academia Cantolao   | María José López (2) y Yormary Álvarez (1)                          |
| 01 julio | 13:00 | Iván Elías Moreno | Alianza Lima     | 3-1 | Deportivo Municipal | Neidy Romero, Gladys Dorador, Adriana Lucar y Daiana Chiclana (MUN) |
| 02 julio | 10:30 | Florencia de Mora | Carlos Mannucci  | 0-1 | Universitario       | Stephanie Lacoste                                                   |

| 07 julio | 17:30 | Videna    | Academia Cantolao | 1-2 | Deportivo Municipal | Vanesa Díaz (CAN) Kiara Larrea y Fabiola Amaro (MUN) |
| 08 julio | 10:30 | Campo Mar | Universitario     | 2-0 | Sporting Cristal    | Geraldine Cisneros y Stephanie Lacoste               |
| 09 julio | 10;30 | Mansiche  | Carlos Mannucci   | 2-0 | Alianza Lima        | Angie Tomateo y Katherine Bravo                      |

| 22 julio | 10:30 | La Florida        | Sporting Cristal    | 1-2 | Alianza Lima      | Adriana Lucar (2) (ALI) y Aranxa Vega (CRI)     |
| 23 julio | 10:30 | Campo Mar         | Universitario       | 3-0 | Academia Cantolao | Fabiola Ayala, Cindy Novoa y Geraldine Cisneros |
| 24 julio | 15:15 | Iván Elías Moreno | Deportivo Municipal | 0-0 | Carlos Mannucci   |                                                 |

| 29 julio | 10:30 | Videna               | Academia Cantolao   | 0-2 | Carlos Mannucci  | Azucena Daga y Yelitza Toledo                                                   |
| 30 julio | 10:30 | Videna               | Deportivo Municipal | 1-3 | Sporting Cristal | Alondra Vilchez, Melanny Mondaca (CRI) Ariana Cubas (a) Daiana Chiclana (MUN)   |
| 30 julio | 15:30 | Alejandro Villanueva | Alianza Lima        | 4-1 | Universitario    | Adriana Lucar (2), Sandra Ibarguen y Sashenka Porras (ALI) Luz Campoverde (UNI) |

| 05 agosto | 13:00 | Iván Elías Moreno | Alianza Lima    | 8-0 | Academia Cantolao   | Heidi Padilla, Sandra Arévalo, Sashenka Porras, Neidi Romero, Adriana Lucar, Sandra Ibarguen (2), Yomira Tacilla |
| 06 agosto | 10:30 | Mansiche          | Carlos Mannucci | 1-0 | Sporting Cristal    | Yelitza Toledo                                                                                                   |
| 06 agosto | 10:30 | Campo Mar         | Universitario   | 6-0 | Deportivo Municipal | Stephanie Lacoste, Luz Campoverde (2), Nahomi Martínez (2), Scarleth Flores                                      |

### Play-offs por el descenso
Los equipos que hayan terminado en los puestos 13° y 14° en la Fase Regular (Club UCV y Club USMP) comenzarán esta etapa con -2 puntos.
Igualmente, los equipos que hayan terminado en los puestos 11° y 12° de la Fase Regular (Atlético Trujillo y FK Killas) lo harán con -1 punto.

#### Grupo A
| Pos. | Equipo                | Puntos | PJ | PG | PE | PP | GF | GC | DG  | Detalle                |
| ---- | --------------------- | ------ | -- | -- | -- | -- | -- | -- | --- | ---------------------- |
| 1°   | Defensores del Ilucán | 12     | 6  | 4  | 0  | 2  | 14 | 6  | +8  | Mantienen la categoría |
| 2°   | Club UCV              | 11     | 6  | 4  | 1  | 1  | 9  | 8  | +1  | Mantienen la categoría |
| 3°   | Sporting Victoria     | 10     | 6  | 3  | 1  | 2  | 9  | 8  | +1  | Mantienen la categoría |
| 4°   | Atlético Trujillo     | -1     | 6  | 0  | 0  | 6  | 4  | 14 | -10 | Desciende              |

| 08 julio | 10:30 | Villa Poeta | Club UCV          | 2-1 | Atlético Trujillo     |                                                |
| 09 julio | 15:00 | Max Agustín | Sporting Victoria | 2–1 | Defensores del Ilucán | Zulianita Vela (2) (SPO) Eugenia Delgado (DEF) |

| 23 julioo | 10:30 | Huanchaco              | Atlético Trujillo     | 1-2 | Sporting Victoria | Caroline Espinoza y Blanca Medina (SVI) Anel Jiménez (ATR) |
| 23 julio  | 15:00 | Juan Maldonado Gamarra | Defensores del Ilucán | 4-0 | Club UCV          | Gabriela Gonzales (3) y Obeida Mendoza                     |

| 29 julio | 15:00 | Juan Maldonado Gamarra | Defensores del Ilucán | 3-1 | Atlético Trujillo | Birna Silva y Rosmery Marrufo (2) (DEF)                                          |
| 31 julio | 10:30 | Villa Poeta            | Club UCV              | 3-2 | Sporting Victoria | Andrea Valderrama, Margarita Vásquez y Luisa Lara (UCV) Mireya Cardozo (2)(SVI). |

| 06 agosto | 13:00 | Huanchaco   | Atlético Trujillo | 1-2 | Defensores del Ilucán | Gaby Gonzales y Obeida Mendoza (DEF) Patty Delgado (ATR) |
| 06 agosto | 15:00 | Max Agustin | Sporting Victoria | 0-0 | Club UCV              |                                                          |

| 12 agosto | 13:00 | Villa Poeta | Club UCV          | 2-1 | Defensores del Ilucán | Fátima Guerrero y Luisa Lara (UCV)              |
| 13 agosto | 15:00 | Max Agustín | Sporting Victoria | 3-0 | Atlético Trujillo     | Mireya Cardozo, Bertha Cornejo y María Da Silva |

| 20 agosto | 15:30 | Huanchaco               | Atlético Trujillo     | 0-2 | Club UCV          | Fátima Guerrero y Mariu Rodríguez     |
| 20 agosto | 15:30 | Juan Maldonado Gamarrra | Defensores del Ilucán | 3-0 | Sporting Victoria | Obeida Mendoza (2) y Mariana Casemiro |

#### Grupo B
| Pos. | Equipo      | Puntos | PJ | PG | PE | PP | GF | GC | DG | Detalle                |
| ---- | ----------- | ------ | -- | -- | -- | -- | -- | -- | -- | ---------------------- |
| 1°   | FBC Melgar  | 13     | 6  | 4  | 1  | 1  | 12 | 6  | +6 | Mantienen la categoría |
| 2°   | FC Killas   | 10     | 6  | 3  | 2  | 1  | 13 | 6  | +7 | Mantienen la categoría |
| 3°   | Ayacucho FC | 6      | 6  | 2  | 0  | 4  | 11 | 15 | -4 | Mantienen la categoría |
| 4°   | Club USMP   | 2      | 6  | 1  | 1  | 4  | 8  | 17 | -9 | Desciende              |

| 08 julio | 11:00 | El Libertador | Ayacucho FC | 0-1 | FBC Melgar | Sofía Aguayo |
| 09 julio | 10:30 | CARFIP        | Club USMP   | 0-0 | FC Killas  |              |

| 22 julio | 14:30 | La Tomilla | FBC Melgar | 3-1 | Club USMP   | Marife Ramos, Maricielo Mamani y Camila Perochena (MEL) Ana Iraha (USM) |
| 23 julio | 13:00 | Videna     | FC Killas  | 5-1 | Ayacucho FC |                                                                         |

| 29 julio | 10:30 | Vila Deportiva USMP | Club USMP  | 1-6 | Ayacucho FC | Rayda Ricra (2), Luz Merly Mendoza, Nahis Espinoza, Yaneth Huayhua y Sarai Sánchez (AYA) |
| 30 julio | 14:30 | La Tomilla          | FBC Melgar | 3-2 | FC Killas   | Sara Vargas (2) y Camila Perochena (MEL)                                                 |

| 05 agosto | 11:00 | El Libertador | Ayacucho FC | 3-2 | Club USMP  | Rayda Ricra (2) y Danitza Landa (AYA) |
| 06 agosto | 10:00 | Videna        | FC Killas   | 0-0 | FBC Melgar |                                       |

| 12 agosto | 11:00 | El Libertador | Ayacucho FC | 0-2 | FC Killas  | Kely Peralta (2)                                         |
| 13 agosto | 14:30 | Villa USMP    | Club USMP   | 2-1 | FBC Melgar | Ana Iraha y Betsabe Quille (USMP) Camila Perochena (MEL) |

| 19 agosto | 14:30 | Videna     | FC Killas  | 4-2 | Club USMP   | Gianella Rojas, Hanna Ruiz (2) y Yefraini Pérez (KIL) Ana Iraha y María Fernanda Palacios (USMP) |
| 19 agosto | 14:30 | La Tomilla | FBC Melgar | 4-1 | Ayacucho FC | Johana Parada (2), Camila Perochena, Sara Vargas (MEL) Ángela Cordova (AYA)                      |

## Semifinales
Se jugaron en formato eliminatoria de ida y vuelta, donde el primero de la eliminatoria por el campeonato jugó contra el cuarto y el segundo contra el tercero. 
La localía para el partido de vuelta (que suele ser el decisivo), la obtendrá el club que haya tenido mejor ubicación en la tabla de posisiones de la Fase Regular. Habrá diferencia de goles para definir los ganadores y en caso de empates se definirá en tanda de penales.
|  | Semifinales            | Semifinales            | Semifinales            | Semifinales            | Semifinales            |   |    | Final                               | Final                               | Final                               | Final                               | Final                               |  |
|  | Del 12 al 20 de agosto | Del 12 al 20 de agosto | Del 12 al 20 de agosto | Del 12 al 20 de agosto | Del 12 al 20 de agosto |   |    | Del 27 de agosto al 2 de septiembre | Del 27 de agosto al 2 de septiembre | Del 27 de agosto al 2 de septiembre | Del 27 de agosto al 2 de septiembre | Del 27 de agosto al 2 de septiembre |  |
|  |                        |                        |                        |                        |                        |   |    |                                     |                                     |                                     |                                     |                                     |  |
|  |                        |                        |                        |                        |                        |   |    |                                     |                                     |                                     |                                     |                                     |  |
|  | 1°                     | Universitario          | 4                      | 3                      | 7                      |   |    |                                     |                                     |                                     |                                     |                                     |  |
|  | 1°                     | Universitario          | 4                      | 3                      | 7                      |   |    |                                     |                                     |                                     |                                     |                                     |  |
|  | 4°                     | Sporting Cristal       | 1                      | 0                      | 1                      |   |    |                                     |                                     |                                     |                                     |                                     |  |
|  | 4°                     | Sporting Cristal       | 1                      | 0                      | 1                      |   | 1° | Universitario                       | 0                                   | 2                                   | 2                                   |                                     |  |
|  |                        |                        |                        |                        |                        |   | 1° | Universitario                       | 0                                   | 2                                   | 2                                   |                                     |  |
|  |                        |                        | 2°                     | Alianza Lima           | 1                      | 0 | 1  |                                     |                                     |                                     |                                     |                                     |  |
|  | 2°                     | Alianza Lima           | 2°                     | Alianza Lima           | 1                      | 0 | 1  | 1                                   | 2                                   | 3                                   |                                     |                                     |  |
|  | 2°                     | Alianza Lima           |                        |                        |                        |   |    | 1                                   | 2                                   | 3                                   |                                     |                                     |  |
|  | 3°                     | Carlos Mannucci        | 0                      | 0                      | 0                      |   |    |                                     |                                     |                                     |                                     |                                     |  |
|  | 3°                     | Carlos Mannucci        | 0                      | 0                      | 0                      |   |    |                                     |                                     |                                     |                                     |                                     |  |
|  |                        |                        |                        |                        |                        |   |    |                                     |                                     |                                     |                                     |                                     |  |

Ida
| 12 de agosto, 13:00 | Carlos Mannucci | 0:1     | Alianza Lima | Estadio Mansiche, Trujillo |  |
|                     |                 | Reporte | 47' Porras   |                            |  |

| 13 de agosto, 10:30 | Sporting Cristal | 1:4     | Universitario                                            | La Florida, Lima             |                              |
|                     | López 16'        | Reporte | 21' Flores · 48' Lacoste · 62' Martínez · 72' Campoverde | Árbitro(s): Walter Guadalupe | Árbitro(s): Walter Guadalupe |

Vuelta
| 19 de agosto, 13:00 | Alianza Lima             | 2:0 (Global 3:0) | Carlos Mannucci | Estadio Alejandro Villanueva, Lima |                             |
|                     | Padilla 9' · Tacilla 90' | Reporte          |                 | Árbitro(s): Lenin Montalván        | Árbitro(s): Lenin Montalván |

| 20 de agosto, 13:00 | Universitario                          | 3:0 (Global 7:1) | Sporting Cristal | Estadio Monumental, Lima       |                                |
|                     | Novoa 45' · Flores 75' · Canales 90+3' | Reporte          |                  | Árbitro(s): Brandon Torrecilla | Árbitro(s): Brandon Torrecilla |

## Final
Los ganadores de las semifinales jugaron la final en formato ida y vuelta.
La localía para el partido de vuelta (que suele ser el decisivo), la obtendrá el club que haya tenido mejor ubicación en la tabla de posiciones de la Fase Regular. Habrá diferencia de goles para definir los ganadores y en caso de empates se definirá en tanda de penales.
Ida
| 27 de agosto, 18:00 | Alianza Lima | 1:0     | Universitario | Estadio Alejandro Villanueva, Lima                         |                                                            |
|                     | Padilla 25'  | Reporte |               | Asistencia: 26,804 espectadores Árbitro(s): Jordi Espinoza | Asistencia: 26,804 espectadores Árbitro(s): Jordi Espinoza |

Vuelta
| 2 de septiembre, 19:00 | Universitario                  | 2:0 (Global 2:1) | Alianza Lima | Estadio Monumental, Lima                                |                                                         |
|                        | - Lacoste 74' - Campoverde 80' | Reporte          |              | Asistencia: 42,107 espectadores Árbitro(s): Bruno Pérez | Asistencia: 42,107 espectadores Árbitro(s): Bruno Pérez |

| |
| Campeón Universitario de Deportes 1.º título de la Liga Femenina FPF 10.º título de la Primera División de Futbol Femenino Clasifica a la Copa Libertadores Femenina 2023. |

## Goleadoras
- Última actualización: 27 de agosto de 2023.

| Pos. | Futbolistas         | Camisetas | Equipos               | Fase regular | Fase regular | Fase regular | Fase regular | Fase regular | Fase regular | Fase regular | Fase regular | Fase regular | Fase regular | Fase regular | Fase regular | Fase regular | Fase regular | Playoffs | Playoffs | Playoffs | Playoffs | Playoffs | Playoffs | Total | Semifinal | Finales | Total |
| Pos. | Futbolistas         | Camisetas | Equipos               | F1           | F2           | F3           | F4           | F5           | F6           | F7           | F8           | F9           | F10          | F11          | F12          | F13          | Total        | F1       | F2       | F3       | F4       | F5       | F6       | Total | Semifinal | Finales | Total |
| 1°   | Adriana Lúcar       | 9         | Alianza Lima          | x            | 1            | x            | x            | 2            | 2            | x            | x            | 4            | x            | x            | x            | 2            | 11           | 1        | x        | 2        | 2        | 1        | x        | 6     | X         | x       | 17    |
| 2°   | Luz Campoverde      | 21        | Universitario         | x            | x            | x            | x            | x            | 2            | x            | x            | 1            | 1            | 3            | 1            | 3            | 11           | x        | x        | x        | 1        | 2        | x        | 3     | 1         | 1       | 16    |
| 3°   | Stephanie Lacoste   | 27        | Universitario         | 1            | x            | x            | x            | 2            | 1            | x            | x            | x            | 1            | 1            | 1            | x            | 7            | 1        | 1        | x        | x        | 1        | x        | 3     | 1         | 1       | 12    |
|      | Alondra Vílchez     | 10        | Sporting Cristal      | x            | x            | 1            | x            | 2            | 1            | x            | 3            | 2            | x            | 1            | 1            | x            | 11           | x        | x        | x        | 1        | x        | x        | 1     | X         | x       | 12    |
| 4°   | Nahomi Martínez     | 11        | Universitario         | x            | x            | x            | 1            | 1            | x            | x            | x            | 1            | 1            | 1            | x            | 3            | 8            | x        | x        | x        | x        | 2        | x        | 2     | 1         | x       | 11    |
|      | Yomira Tacilla      | 19        | Alianza Lima          | 2            | x            | x            | 1            | x            | x            | 1            | x            | 4            | x            | x            | 1            | x            | 9            | x        | x        | x        | x        | 1        | x        | 1     | 1         | x       | 11    |
| 5°   | Gladys Dorador      | 7         | Alianza Lima          | 2            | 1            | 1            | x            | x            | x            | 2            | x            | x            | x            | x            | 2            | 1            | 9            | 1        | x        | x        | x        | x        | x        | 1     | X         | x       | 10    |
| 6°   | Rayda Ricra         | 9         | Ayacucho FC           | 2            | x            | x            | x            | 1            | x            | x            | x            | x            | x            | x            | 1            | 1            | 5            | x        | x        | 2        | 2        | x        | x        | 4     | X         | x       | 9     |
|      | Gabriela Gonzales   | 19        | Defensores del Ilucán | x            | x            | x            | x            | x            | 1            | 1            | 2            | x            | 1            | x            | x            | x            | 5            | x        | 3        | x        | 1        | x        | x        | 4     | x         | x       | 9     |
|      | Scarleth Flores     | 8         | Universitario         | x            | 1            | 1            | 1            | x            | x            | 1            | x            | 1            | x            | x            | 1            | x            | 6            | x        | x        | x        | x        | 1        | x        | 1     | 2         | x       | 9     |
| 7°   | Zulianita Vela      | 8         | Sporting Victoria     | x            | 1            | 1            | 1            | 2            | 1            | x            | x            | x            | x            | x            | x            | x            | 6            | 2        | x        | x        | x        | x        | x        | 2     | x         | x       | 8     |
| 8°   | Yoymar Medina       | 10        | Deportivo Municipal   | 2            | 1            | x            | x            | 2            | x            | 1            | x            | x            | x            | x            | 1            | x            | 7            | x        | x        | x        | x        | x        | x        | x     | x         | x       | 7     |
|      | Sandra Ibargüen     | 29        | Alianza Lima          | x            | 1            | 1            | x            | x            | x            | x            | x            | x            | x            | x            | 3            | x            | 5            | x        | x        | x        | 1        | 1        | x        | 2     | x         | x       | 7     |
|      | Heidy Padilla       | 17        | Alianza Lima          | 1            | x            | 1            | 1            | x            | 1            | x            | x            | x            | x            | x            | x            | x            | 4            | x        | x        | x        | x        | 1        | x        | 1     | 1         | 1       | 7     |
|      | Xioczana Canales    | 9         | Universitario         | x            | x            | x            | x            | 2            | x            | x            | 1            | 1            | 1            | 1            | x            | x            | 6            | x        | x        | x        | x        | x        | x        | x     | 1         | x       | 7     |
| 9°   | Johana Parada       | 13        | FBC Melgar            | 1            | 4            | x            | x            | x            | 1            | x            | x            | x            | x            | x            | x            | x            | 6            | x        | x        | x        | x        | x        | x        | x     | x         | x       | 6     |
|      | Brianna Banks       | 11        | Atlético Trujillo     | 2            | 2            | x            | x            | x            | x            | x            | 1            | x            | 1            | x            | x            | x            | 6            | x        | x        | x        | x        | x        | x        | x     | x         | x       | 6     |
|      | Rubí Acosta         | 13        | Carlos Mannucci       | 1            | 1            | 1            | x            | x            | x            | 1            | x            | x            | x            | 2            | x            | x            | 6            | x        | x        | x        | x        | x        | x        | x     | x         | x       | 6     |
|      | Sabrina Ramírez     | 7         | Universitario         | x            | 2            | 1            | x            | 1            | x            | x            | x            | 1            | x            | x            | 1            | x            | 6            | x        | x        | x        | x        | x        | x        | x     | x         | x       | 6     |
|      | - Daiana Chiclana   | 18        | Deportivo Municipal   | 1            | x            | 2            | x            | x            | x            | x            | x            | 1            | x            | x            | x            | x            | 4            | 1        | x        | x        | 1        | x        | x        | 2     | x         | x       | 6     |
| 10°  | María López         | 21        | Sporting Cristal      | x            | x            | x            | x            | 2            | x            | x            | x            | x            | 1            | x            | x            | x            | 3            | 2        | x        | x        | x        | x        | x        | 2     | x         | x       | 5     |
|      | Azucena Daga        | 9         | Carlos Mannucci       | x            | x            | x            | x            | 1            | x            | x            | 2            | 1            | x            | x            | x            | x            | 4            | x        | x        | x        | 1        | x        | x        | 1     | x         | x       | 5     |
|      | Margarita Vásquez   | 11        | Club UCV              | 1            | x            | x            | 1            | x            | x            | x            | x            | 1            | x            | x            | 1            | x            | 4            | x        | x        | 1        | x        |          |          | 1     | x         | x       | 5     |
|      | Geraldine Cisneros  | 10        | Universitario         | x            | x            | x            | x            | x            | x            | x            | x            | x            | 1            | 1            | x            | 1            | 3            | x        | 1        | 1        | x        | x        |          | 2     | x         |         | 5     |
|      | Cindy Novoa         | 22        | Universitario         | x            | x            | x            | x            | x            | x            | x            | x            | x            | x            | 2            | x            | 1            | 3            | x        | x        | 1        | x        | x        |          | 1     | 1         |         | 5     |
| 11°  | Renata Rodríguez    | 10        | Sporting Victoria     | x            | x            | x            | x            | x            | 4            | x            | x            | x            | x            | x            | x            | x            | 4            | x        | x        | x        | x        |          |          |       | x         | x       | 4     |
|      | Luisana Pastrano    | 30        | Atlético Trujillo     | x            | 1            | x            | x            | x            | x            | 2            | 1            | x            | x            | x            | x            | x            | 4            | x        | x        | x        | x        |          |          |       | x         | x       | 4     |
|      | Mishell Rodríguez   | 30        | Carlos Mannucci       | x            | x            | x            | x            | 1            | x            | 1            | x            | x            | 2            | x            | x            |              | 4            | x        | x        | x        | x        | x        |          | x     | x         |         | 4     |
|      | Doris Román         | 25        | Ayacucho FC           | x            | x            | 1            | x            | x            | 1            | 1            | x            | x            | x            | 1            | x            | x            | 4            | x        | x        | x        | x        |          |          |       | x         | x       | 4     |
|      | Bárbara Mori        | 9         | Academia Cantolao     | 1            | x            | x            | x            | x            | x            | x            | 2            | x            | x            | x            | 1            | x            | 4            | x        | x        | x        | x        | x        |          | x     | x         | x       | 4     |
|      | Leysi Lira          | 16        | Academia Cantolao     | x            | 2            | x            | x            | x            | x            | x            | x            | x            | 1            | x            | 1            | x            | 4            | x        | x        | x        | x        | x        |          | x     | x         | x       | 4     |
|      | Rosmery Marrufo     | 10        | Defensores del Ilucán | x            | x            | x            | x            | x            | x            | 1            | 2            | x            | x            | x            | x            | x            | 3            | x        | x        | 1        | x        |          |          | 1     | x         | x       | 4     |
|      | Blanca Medina       | 4         | Sporting Victoria     | 1            | x            | x            | 1            | x            | x            | x            | x            | 1            | x            | x            | x            | x            | 3            | x        | 1        | x        | x        |          |          | 1     | x         | x       | 4     |
|      | Mireya Cardozo      | 23        | Sporting Victoria     | x            | x            | x            | 1            | 1            | x            | x            | x            | x            | x            | x            | x            | x            | 2            | x        | x        | 2        | x        |          |          | 2     | x         | x       | 4     |
|      | Camila Perochena    | 9         | FBC Melgar            | x            | x            | x            | x            | 1            | x            | x            | x            | x            | x            | x            | x            | 1            | 2            | x        | 1        | 1        | x        |          |          | 2     | x         | x       | 4     |
| 11°  | Sashenka Porras     | 27        | Alianza Lima          | x            | x            | x            | x            | x            | x            | x            | x            | x            | x            | x            | x            | x            | 0            | x        | x        | x        | 1        | 1        |          | 2     | 1         |         | 3     |
|      | Alba Soto           | 22        | FBC Melgar            | x            | x            | x            | 1            | 1            | 1            | x            | x            | x            | x            | x            | x            | x            | 3            | x        | x        | x        | x        |          |          |       | x         | x       | 3     |
|      | María Sare          | 9         | Club UCV              | x            | x            | x            | 2            | x            | x            | x            | x            | x            | 1            | x            | x            | x            | 3            | x        | x        | x        | x        |          |          |       | x         | x       | 3     |
|      | Allison Catalán     | 11        | Academia Cantolao     | x            | x            | x            | 1            | x            | x            | x            | x            | x            | 2            | x            | x            | x            | 3            | x        | x        | x        | x        | x        |          | x     | x         | x       | 3     |
|      | Steffani Otiniano   | 7         | Deportivo Municipal   | x            | x            | x            | x            | x            | x            | 1            | 1            | x            | x            | 1            | x            | x            | 3            | x        | x        | x        | x        | x        |          | x     | x         | x       | 3     |
|      | Leidybi Llanos      | 20        | Defensores del Ilucán | x            | x            | x            | x            | x            | 1            | x            | x            | 1            | x            | 1            | x            | x            | 3            | x        | x        | x        | x        |          |          |       | x         | x       | 3     |
|      | María Cazorla       | 30        | Academia Cantolao     | x            | x            | x            | 2            | x            | x            | x            | x            | x            | x            | x            | 1            | x            | 3            | x        | x        | x        | x        | x        |          | x     | x         | x       | 3     |
|      | Anaís Vilca         | 24        | Alianza Lima          | x            | x            | 1            | x            | 1            | x            | x            | x            | x            | x            | x            | 1            | x            | 3            | x        | x        | x        | x        | x        |          | x     | x         |         | 3     |
|      | Julia Mamani        | 9         | Sporting Cristal      | x            | x            | x            | 1            | x            | x            | x            | 1            | x            | x            | x            | 1            | x            | 3            | x        | x        | x        | x        | x        |          | x     | x         |         | 3     |
| 11°  | - Tífani Molina     | 16        | Alianza Lima          | 2            | x            | x            | x            | x            | x            | x            | x            | x            | x            | x            | x            | x            | 2            | x        | x        | x        | x        | x        |          | x     | x         |         | 2     |
|      | Karla Reimi         | 8         | Atlético Trujillo     | 2            | x            | x            | x            | x            | x            | x            | x            | x            | x            | x            | x            | x            | 2            | x        | x        | x        | x        | x        |          | x     | x         | x       | 2     |
|      | Yaritza Lárez       | 10        | Carlos Mannucci       | 1            | 1            | x            | x            | x            | x            | x            | x            | x            | x            | x            | x            | x            | 2            | x        | x        | x        | x        | x        |          | x     | x         |         | 2     |
|      | Abigail Espinoza    | 14        | Atlético Trujillo     | x            | x            | 1            | 1            | x            | x            | x            | x            | x            | x            | x            | x            | x            | 2            | x        | x        | x        | x        | x        |          | x     | x         | x       | 2     |
|      | Gianella Rojas      | 19        | FC Killas             | x            | x            | x            | x            | 2            | x            | x            | x            | x            | x            | x            | x            | x            | 2            | x        | x        | x        | x        | x        |          | x     | x         | x       | 2     |
|      | Gianella Romero     | 4         | Alianza Lima          | x            | x            | x            | 1            | 1            | x            | x            | x            | x            | x            | x            | x            | x            | 2            | x        | x        | x        | x        | x        |          | x     | x         |         | 2     |
|      | Saraí Sánchez       | 7         | Ayacucho FC           | x            | 1            | x            | x            | 1            | x            | x            | x            | x            | x            | x            | x            | x            | 2            | x        | x        | 1        | x        |          |          | 1     | x         | x       | 3     |
|      | Alison Buitrón      | 20        | Sporting Cristal      | x            | x            | x            | 1            | x            | 1            | x            | x            | x            | x            | x            | x            | x            | 2            | x        | x        | x        | x        | x        |          | x     | x         |         | 2     |
|      | Beatriz Franco      | 17        | Deportivo Municipal   | x            | x            | x            | x            | x            | 1            | 1            | x            | x            | x            | x            | x            | x            | 2            | x        | x        | x        | x        | x        |          | x     | x         | x       | 2     |
|      | Angie Tomateo       | 5         | Carlos Mannucci       | x            | x            | x            | x            | x            | x            | 2            | x            | x            | x            | x            | x            | x            | 2            | x        | 1        | x        | x        | x        |          | 1     | x         |         | 3     |
|      | Isabel Barriga      | 14        | FC Killas             | x            | x            | x            | x            | x            | x            | 1            | 1            | x            | x            | x            | x            | x            | 2            | x        | x        | x        | x        | x        |          | x     | x         | x       | 2     |
|      | Sofía Aguayo        | 10        | FBC Melgar            | 1            | x            | x            | x            | x            | x            | x            | 1            | x            | x            | x            | x            | x            | 2            | x        | 1        | x        | x        | x        |          | 1     | x         | x       | 3     |
|      | Luisa Lara          | 10        | Club UCV              | x            | x            | x            | x            | x            | 1            | x            | 1            | x            | x            | x            | x            | x            | 2            | x        | x        | 1        | x        |          |          | 1     | x         | x       | 3     |
|      | Birka Ruiz          | 25        | Alianza Lima          | x            | x            | 1            | x            | x            | x            | x            | x            | 1            | x            | x            | x            | x            | 2            | x        | x        | x        | x        | x        |          | x     | x         |         | 2     |
|      | Rosa Ross           | 3         | Deportivo Municipal   | x            | x            | x            | 1            | x            | x            | x            | x            | 1            | x            | x            | x            | x            | 2            | x        | x        | x        | x        | x        |          | x     | x         | x       | 2     |
|      | Diana García        | 11        | FC Killas             | x            | x            | 1            | x            | x            | x            | x            | x            | x            | 1            | x            | x            | x            | 2            | x        | x        | x        | x        |          |          |       | x         | x       | 2     |
|      | Karent Balcázar     | 4         | Universitario         | x            | x            | x            | 1            | x            | x            | x            | x            | x            | 1            | x            | x            | x            | 2            | x        | x        | x        | x        | x        |          | x     | x         |         | 2     |
|      | Even Pizango        | 15        | Sporting Cristal      | x            | x            | 1            | x            | x            | x            | x            | x            | x            | 1            | x            | x            | x            | 2            | x        | x        | x        | x        | x        | x        |       | x         | 2       |       |
|      | Jhosely Gamarra     | 19        | Universitario         | x            | x            | x            | x            | x            | x            | x            | x            | x            | 1            | 1            | x            | x            | 2            | x        | x        | x        | x        | x        | x        |       | x         | 2       |       |
|      | Selene Herrera      | 18        | Carlos Mannucci       | x            | x            | x            | x            | x            | x            | x            | x            | 1            | x            | 1            | x            | x            | 2            | x        | x        | x        | x        | x        | x        |       | x         | 2       |       |
|      | Solange Liñán       | 16        | Carlos Mannucci       | x            | x            | x            | x            | x            | x            | x            | x            | x            | x            | 2            | x            | x            | 2            | x        | x        | x        | x        | x        | x        |       | x         | 2       |       |
|      | Arantza Colmenares  | 11        | Carlos Mannucci       | x            | x            | x            | x            | x            | x            | 1            | x            | x            | x            | 1            | x            |              | 2            | x        | x        | x        | x        | x        | x        |       | x         | 2       |       |
|      | Patty Delgado       | 9         | Atlético Trujillo     | x            | x            | 1            | x            | x            | x            | x            | x            | x            | x            | 1            | x            | x            | 2            | x        | x        | x        | 1        |          |          | x     | x         | 2       |       |
|      | Anllely Fuentes     | 6         | Academia Cantolao     | x            | x            | x            | x            | x            | x            | x            | x            | x            | 1            | x            | 1            | x            | 2            | x        | x        | x        | x        | x        | x        | x     | x         | 2       |       |
|      | Nadia Yopla         | 24        | Defensores del Ilucán | x            | x            | x            | x            | x            | 1            | x            | x            | x            | x            | x            | 1            | x            | 2            | x        | x        | x        | x        |          |          | x     | x         | 2       |       |
|      | Yaneth Huayhua      | 11        | Ayacucho FC           | x            | x            | x            | x            | x            | 1            | x            | x            | x            | x            | x            | x            | 1            | 2            | x        | x        | 1        | x        |          | 1        | x     | x         | 3       |       |
|      | Sandra Arévalo      | 10        | Alianza Lima          | x            | x            | x            | x            | x            | x            | x            | x            | x            | x            | 1            | x            | 1            | 2            | x        | x        | x        | x        | 1        | 1        |       |           | 3       |       |
|      | Birna Silva         | 7         | Defensores del Ilucán | x            | x            | x            | x            | x            | x            | x            | x            | x            | x            | 1            | x            | 1            | 2            | x        | x        | 1        | x        |          | 1        | x     | x         | 3       |       |
|      | Neidy Romero        | 5         | Alianza Lima          | 1            | x            | x            | x            | x            | x            | x            | x            | x            | x            | x            | x            | x            | 1            | 1        | x        | x        | x        | 1        | 2        |       |           | 3       |       |
| 12°  | Maribel Ugarte      | 8         | FBC Melgar            | x            | 1            | x            | x            | x            | x            | x            | x            | x            | x            | x            | x            | x            | 1            | x        | x        | x        | x        |          |          | x     | x         | 1       |       |
|      | Jessica Pinedo      | 19        | Club USMP             | x            | 1            | x            | x            | x            | x            | x            | x            | x            | x            | x            | x            | x            | 1            | x        | x        | x        | x        |          |          | x     | x         | 1       |       |
|      | Alessandra Chunga   | 30        | Club UCV              | x            | 1            | x            | x            | x            | x            | x            | x            | x            | x            | x            | x            | x            | 1            | x        | x        | x        | x        |          |          | x     | x         | 1       |       |
|      | Gabriela García     | 3         | FC Killas             | x            | x            | 1            | x            | x            | x            | x            | x            | x            | x            | x            | x            | x            | 1            | x        | x        | x        | x        |          |          | x     | x         | 1       |       |
|      | Nahis Espinoza      | 8         | Ayacucho FC           | x            | x            | 1            | x            | x            | x            | x            | x            | x            | x            | x            | x            | x            | 1            | x        | x        | 1        | x        |          | 1        | x     | x         | 1       |       |
|      | Odalys Rivas        | 22        | Carlos Mannucci       | x            | x            | 1            | x            | x            | x            | x            | x            | x            | x            | x            | x            |              | 1            | x        | x        | x        | x        | x        | x        |       |           | 1       |       |
|      | Jennifer Ríos       | 4         | Atlético Trujillo     | x            | x            | 1            | x            | x            | x            | x            | x            | x            | x            | x            | x            | x            | 1            | x        | x        | x        | x        |          |          | x     | x         | 1       |       |
|      | Jasmín Ochoa        | 19        | Ayacucho FC           | x            | x            | x            | 1            | x            | x            | x            | x            | x            | x            | x            | x            | x            | 1            | x        | x        | x        | x        |          |          | x     | x         | 1       |       |
|      | Xiomara Escudero    | 10        | FC Killas             | x            | x            | x            | 1            | x            | x            | x            | x            | x            | x            | x            | x            | x            | 1            | x        | x        | x        | x        |          |          | x     | x         | 1       |       |
|      | Maikel Moncada      | 24        | Sporting Victoria     | x            | x            | x            | x            | 1            | x            | x            | x            | x            | x            | x            | x            | x            | 1            | x        | x        | x        | x        |          |          | x     | x         | 1       |       |
|      | Noelia Lumbre       | 4         | FC Killas             | x            | x            | x            | x            | 1            | x            | x            | x            | x            | x            | x            | x            | x            | 1            | x        | x        | x        | x        |          | x        | x     | x         | 1       |       |
|      | Saraí Salazar       | 21        | FC Killas             | x            | x            | x            | x            | 1            | x            | x            | x            | x            | x            | x            | x            |              | 1            | x        | x        | x        | x        |          |          | x     | x         | 1       |       |
|      | Yoselin Miranda     | 8         | Alianza Lima          | x            | x            | x            | x            | 1            | x            | x            | x            | x            | x            | x            | x            | x            | 1            | x        | x        | x        | x        | x        | x        |       |           | 1       |       |
|      | Elsa Tapullima      | 30        | Alianza Lima          | x            | x            | x            | x            | 1            | x            | x            | x            | x            | x            | x            | x            | x            | 1            | x        | x        | x        | x        | x        | x        |       |           | 1       |       |
|      | Alessia Sanllehi    | 99        | Universitario         | x            | x            | x            | x            | 1            | x            | x            | x            | x            | x            | x            | x            | x            | 1            | x        | x        | x        | x        | x        | x        |       |           | 1       |       |
|      | Eunice Romero       | 6         | Club USMP             | x            | x            | x            | x            | x            | 1            | x            | x            | x            | x            | x            | x            | x            | 1            | x        | x        | x        | x        | x        | x        | x     | x         | 1       |       |
|      | Luz Mendoza         | 10        | Ayacucho FC           | x            | x            | x            | x            | x            | 1            | x            | x            | x            | x            | x            | x            | x            | 1            | x        | x        | 1        | x        |          | 1        | x     | x         | 2       |       |
|      | Erika Laucata       | 20        | FBC Melgar            | x            | x            | x            | x            | x            | 1            | x            | x            | x            | x            | x            | x            | x            | 1            | x        | x        | x        | x        |          |          | x     | x         | 1       |       |
|      | Marisella Joya      | 2         | Deportivo Municipal   | x            | x            | x            | x            | x            | x            | 1            | x            | x            | x            | x            | x            | x            | 1            | x        | x        | x        | x        | x        | x        | x     | x         | 1       |       |
|      | Melany Salis        | 25        | Carlos Mannucci       | x            | x            | x            | x            | x            | x            | 1            | x            | x            | x            | x            | x            |              | 1            | x        | x        | x        | x        | x        | x        |       |           | 1       |       |
|      | Marisol Martínez    | 30        | Defensores del Ilucán | x            | x            | x            | x            | x            | x            | 1            | x            | x            | x            | x            | x            | x            | 1            | x        | x        | x        | x        |          |          | x     | x         | 1       |       |
|      | Greysi Pérez        | 18        | Defensores del Ilucán | x            | x            | x            | x            | x            | x            | 1            | x            | x            | x            | x            | x            | x            | 1            | x        | x        | x        | x        |          |          | x     | x         | 1       |       |
|      | Linda Espinoza      | 9         | Sporting Victoria     | x            | x            | x            | x            | x            | x            | 1            | x            | x            | x            | x            | x            | x            | 1            | x        | 1        | x        | x        |          |          | x     | x         | 1       |       |
|      | Kimbherly Flores    | 3         | Universitario         | x            | x            | x            | x            | x            | x            | 1            | x            | x            | x            | x            | x            | x            | 1            | x        | x        | x        | x        | x        | x        |       |           | 1       |       |
|      | Ayanna Smith        | 16        | Atlético Trujillo     | x            | x            | x            | x            | x            | x            | 1            | x            | x            | x            | x            | x            | x            | 1            | x        | x        | x        | x        |          |          | x     | x         | 1       |       |
|      | Alhisson Sotelo     | 28        | Deportivo Municipal   | x            | x            | x            | x            | x            | x            | x            | 1            | x            | x            | x            | x            | x            | 1            | x        | x        | x        | x        | x        | x        | x     | x         | 1       |       |
|      | Kely Peralta        | 7         | FC Killas             | x            | x            | x            | x            | x            | x            | x            | x            | 1            | x            | x            | x            | x            | 1            | x        | x        | x        | x        |          |          | x     | x         | 1       |       |
|      | Irina Cruz          | 7         | Atlético Trujillo     | x            | x            | x            | x            | x            | x            | x            | x            | 1            | x            | x            | x            | x            | 1            | x        | x        | x        | x        |          |          | x     | x         | 1       |       |
|      | Mariana Casimiro    | 22        | Defensores del Ilucán | x            | x            | x            | x            | x            | x            | x            | x            | 1            | x            | x            | x            | x            | 1            | x        | x        | x        | x        |          |          | x     | x         | 1       |       |
|      | Verónica Villacorta | 6         | Sporting Victoria     | x            | x            | x            | x            | x            | x            | x            | x            | 1            | x            | x            | x            | x            | 1            | x        | x        | x        | x        |          |          | x     | x         | 1       |       |
|      | Esthefany Espino    | 6         | Universitario         | x            | x            | x            | x            | x            | x            | x            | x            | 1            | x            | x            | x            | x            | 1            | x        | x        | x        | x        | x        | x        |       |           | 1       |       |
|      | María Valentín      | 88        | Universitario         | x            | x            | x            | x            | x            | x            | x            | x            | 1            | x            | x            | x            | x            | 1            | x        | x        | x        | x        | x        | x        |       |           | 1       |       |
|      | Alyssa Saccsara     | 9         | FC Killas             | x            | x            | x            | x            | x            | x            | x            | x            | x            | 1            | x            | x            | x            | 1            | x        | x        | x        | x        |          |          | x     | x         | 1       |       |
|      | Wendy Rivera        | 20        | Universitario         | x            | x            | x            | x            | x            | x            | x            | x            | x            | 1            | x            | x            | x            | 1            | x        | x        | x        | x        | x        | x        |       |           | 1       |       |
|      | Enica Fasabi        | 33        | Club USMP             | x            | x            | x            | x            | x            | x            | x            | x            | x            | 1            | x            | x            | x            | 1            | x        | x        | x        | x        |          |          | x     | x         | 1       |       |
|      | Brisa Ramírez       | 5         | Deportivo Municipal   | x            | x            | x            | x            | x            | x            | x            | x            | x            | 1            | x            | x            | x            | 1            | x        | x        | x        | x        | x        | x        | x     | x         | 1       |       |
|      | Melicia Aguilar     | 19        | Sporting Cristal      | x            | x            | x            | x            | x            | x            | x            | x            | x            | 1            | x            | x            | x            | 1            | x        | x        | x        | x        | x        | x        |       |           | 1       |       |
|      | Karen López         | 2         | Sporting Cristal      | x            | x            | x            | x            | x            | x            | x            | x            | x            | 1            | x            | x            | x            | 1            | x        | x        | x        | x        | x        | x        |       |           | 1       |       |
|      | Esther Díaz         | 18        | Sporting Cristal      | x            | x            | x            | x            | x            | x            | x            | x            | x            | 1            | x            | x            | x            | 1            | x        | x        | x        | x        | x        | x        |       |           | 1       |       |
|      | Eugenia Delgado     | 11        | Defensores del Ilucán | x            | x            | x            | x            | x            | x            | x            | x            | x            | 1            | x            | x            | x            | 1            | 1        | x        | x        | x        |          | 1        | x     | x         | 2       |       |
|      | Rocío Fernández     | 9         | Deportivo Municipal   | x            | x            | x            | x            | x            | x            | x            | x            | x            | x            | 1            | x            | x            | 1            | x        | x        | x        | x        | x        | x        | x     | x         | 1       |       |
|      | María Espejo        | 11        | Sporting Cristal      | x            | x            | x            | x            | x            | x            | x            | x            | x            | x            | 1            | x            | x            | 1            | x        | x        | x        | x        | x        | x        |       |           | 1       |       |
|      | Katleen Rivera      | 15        | FBC Melgar            | x            | x            | x            | x            | x            | x            | x            | x            | x            | x            | 1            | x            | x            | 1            | x        | x        | x        | x        |          |          | x     | x         | 1       |       |
|      | Maricielo Mamani    | 7         | FBC Melgar            | x            | x            | x            | x            | x            | x            | x            | x            | x            | x            | 1            | x            | x            | 1            | x        | 1        | x        | x        |          | 1        | x     | x         | 2       |       |
|      | Estrella Varillas   | 17        | Academia Cantolao     | x            | x            | x            | x            | x            | x            | x            | x            | x            | x            | x            | 1            | x            | 1            | x        | x        | x        | x        | x        | x        | x     | x         | 1       |       |
|      | Rosa Castro         | 13        | Alianza Lima          | x            | x            | x            | x            | x            | x            | x            | x            | x            | x            | x            | 1            | x            | 1            | x        | x        | x        | x        | x        | x        |       |           | 1       |       |
|      | Alison Reyes        | 14        | Alianza Lima          | x            | x            | x            | x            | x            | x            | x            | x            | x            | x            | x            | 1            | x            | 1            | x        | x        | x        | x        | x        | x        |       |           | 1       |       |
|      | Mayra Agapito       | 29        | Deportivo Municipal   | x            | x            | x            | x            | x            | x            | x            | x            | x            | x            | x            | 1            | x            | 1            | x        | x        | x        | x        | x        | x        | x     | x         | 1       |       |
|      | Olenka Gutiérrez    | 3         | Carlos Mannucci       | x            | x            | x            | x            | x            | x            | x            | x            | x            | x            | x            | 1            | x            | 1            | x        | x        | x        | x        | x        | x        |       |           | 1       |       |
|      | Fabiola Herrera     | 17        | Universitario         | x            | x            | x            | x            | x            | x            | x            | x            | x            | x            | x            | 1            | x            | 1            | x        | x        | x        | x        | x        | x        |       |           | 1       |       |
|      | Isabel Gutiérrez    | 20        | Ayacucho FC           | x            | x            | x            | x            | x            | x            | x            | x            | x            | x            | x            | x            | 1            | 1            | x        | x        | x        | x        |          |          | x     | x         | 1       |       |
|      | María Palacios      |           | Club USMP             | x            | x            | x            | x            | x            | x            | x            | x            | x            | x            | x            | x            | 1            | 1            | x        | x        | x        | x        |          |          | x     | x         | 1       |       |
|      | Fiorella Machaca    | 6         | FBC Melgar            | x            | x            | x            | x            | x            | x            | x            | x            | x            | x            | x            | x            | 1            | 1            | x        | x        | x        | x        |          |          | x     | x         | 1       |       |
|      | Marifé Ramos        | 11        | FBC Melgar            | x            | x            | x            | x            | x            | x            | x            | x            | x            | x            | x            | x            | 1            | 1            | x        | 1        | x        | x        |          | 1        | x     | x         | 2       |       |
|      | Milena Tomayconsa   | 13        | Universitario         | x            | x            | x            | x            | x            | x            | x            | x            | x            | x            | x            | x            | 1            | 1            | x        | x        | x        | x        | x        | x        |       |           | 1       |       |
|      | Yormary Álvarez     | 18        | Sporting Cristal      | x            | x            | x            | x            | x            | x            | x            | x            | x            | x            | x            | x            | x            | x            | 1        | x        | x        | x        | x        | 1        |       |           | 1       |       |
|      | Kiara Larrea        |           | Deportivo Municipal   | x            | x            | x            | x            | x            | x            | x            | x            | x            | x            | x            | x            | x            | x            | x        | 1        | x        | x        | x        | 1        | x     | x         | 1       |       |
|      | Valerie Gherson     | 18        | Universitario         | x            | x            | x            | x            | x            | x            | x            | x            | x            | x            | x            | x            | 1            | 1            | x        | x        | x        | x        | x        | x        |       |           | 1       |       |

### Autogoles
| N.° | Futbolistas       | Camisetas | Equipos             | Fase regular | Fase regular | Fase regular | Fase regular | Fase regular | Fase regular | Fase regular | Fase regular | Fase regular | Fase regular | Fase regular | Fase regular | Fase regular | Fase regular | Playoffs | Playoffs | Playoffs | Playoffs | Playoffs | Playoffs | Semifinal | Finales | Total |
| N.° | Futbolistas       | Camisetas | Equipos             | F1           | F2           | F3           | F4           | F5           | F6           | F7           | F8           | F9           | F10          | F11          | F12          | F13          | Total        | F1       | F2       | F3       | F4       | F5       | Total    | Semifinal | Finales | Total |
| --- | ----------------- | --------- | ------------------- | ------------ | ------------ | ------------ | ------------ | ------------ | ------------ | ------------ | ------------ | ------------ | ------------ | ------------ | ------------ | ------------ | ------------ | -------- | -------- | -------- | -------- | -------- | -------- | --------- | ------- | ----- |
| 1   | Alison Reyes      | 14        | Alianza Lima        | x            | x            | 1            | x            | x            | x            | x            | x            | x            | x            | x            | x            | x            | 1            |          |          |          |          |          |          |           |         | 1     |
| 2   | Ayanna Smith      | 16        | Atlético Trujillo   | x            | x            | 1            | x            | x            | x            | x            | x            | x            | x            | x            | x            | x            | 1            |          |          |          |          |          |          |           |         | 1     |
| 3   | María Sare        | 9         | Club UCV            | x            | x            | x            | 1            | x            | x            | x            | x            | x            | x            | x            | x            | x            | 1            |          |          |          |          |          |          |           |         | 1     |
| 4   | Kimberly Tous     | 24        | Club UCV            | x            | x            | x            | x            | x            | 1            | x            | x            | x            | x            | x            | x            | x            | 1            |          |          |          |          |          |          |           |         | 1     |
| 5   | Stephanie Lacoste | 27        | Universitario       | x            | x            | x            | x            | x            | 1            | x            | x            | x            | x            | x            | x            | x            | 1            |          |          |          |          |          |          |           |         | 1     |
| 6   | Challenger Galvis | 21        | Deportivo Municipal | x            | x            | x            | x            | x            | x            | x            | x            | x            | 1            | x            | x            | x            | 1            |          |          |          |          |          |          |           |         | 1     |
| 7   | Fabiola Amaro     | 30        | Deportivo Municipal | x            | x            | x            | x            | x            | x            | x            | x            | x            | 1            | x            | x            | x            | 1            |          |          |          |          |          |          |           |         | 1     |